# Dorothea van Palts-Lautern
Dorothea van Palts-Lautern' (Kaiserslautern, 6 januari 1581 - Sandersleben, 18 september 1631) was een gravin van Palts-Lautern bij geboorte en door haar huwelijk met Johan George I van Anhalt-Dessau vorstin van Anhalt-Dessau. 

## Biografie
Dorothea was het enige kind van Johan Casimir van Palts-Lautern (1543-1592) en Elisabeth van Saksen (1552-1590) die haar eerste levensjaren wist te volbrengen. Ze trouwde op 21 februari 1595 in Heidelberg met Johan George I van Anhalt-Dessau. Dorothea was zijn tweede vrouw. Ze werd naar het altaar gebracht door haar voogd, Frederik IV van de Palts. Onder haar invloed bekeerde Johan George I zich in 1596 tot het calvinisme. Na het overlijden van haar echtgenoot bracht ze haar leven door op Sandersleben Kasteel. 
Ze was een lid van de Deugdelijke Maatschappij onder haar bijnaam Die Gastfreie (de Gastvrije). Dorothea overleed in 1631 en werd begraven in de St.Mary kerk in Dessau. Haar oudste zonen gaven haar een grafsteen in 1631. 

## Kinderen
- Johan Casimir (1596-1660)
- Anna Elisabeth (1598-1660)
- Frederik Maurice (1600-1610)
- Eleonore Dorothea (1602-1664)
- Sybille Christine (1603-1686)
- Hendrik Waldemar (1604-1606)
- Georg Aribert (1606-1643)
- Kunigunde Juliane (1608-1683)
- Susanna Margarethe (1610-1663)
- Johanna Dorothea (1612-1695)
- Eva Catherine (1613-1679)